# 惡性倒閉
惡性倒閉指的是公司商號在無預警且未經法律程序的情況下結束運作，且倒閉後公司負責人並未妥善處理後續的事宜而人去樓空。如掏空公司財產如力霸集團、廣三集團等，公司設立一段時間公司負責人捲款逃跑，也通常也會犯票據法、背信罪等。有些則使用親友戶頭開設人頭帳戶，逃避警察警調人員追查和債權人討債。台灣地區2007年發生辰欣旅行社、喜洋洋旅行社負責人捲款逃跑都是典型性惡性倒閉。

## 影響所及
- 積欠員工薪資。
- 未按月提撥繳納員工的勞健保費用。（影響員工的勞保年資計算，或是導致員工的健保因欠費而被鎖卡。）
- 員工無預警失業。（當然也無原本應有的資遣費，台灣各縣市的勞工局，並不受理資遣費或退休金的爭議申訴，需自行向地方法院提出民事訴訟官司。）
- 勞退舊制，公司提存的退休金歸零消失。（因大多數的公司在勞退舊制時期，皆未足額提存退休金到專戶裡。）
- 積欠協力廠商貨款。
- 如是預付型的消費，則消費者在尚未取得完整的服務或商品前，業者惡性倒閉，消費者因此權益受損。
- 空頭支票或本票轉讓，使得收到背書轉讓票據的不知情第三者受害。

## 台灣的案例
- 1996年

- 聯福紡織

- 2006年

- 數碼戲胞

- 2007年

- 喜洋洋旅行社
- 辰欣旅行社
- 翊荃旅行社
- 名為台碩和立揚的三家補習班
- 亞力山大健康休閒俱樂部

- 2008年

- 大棟營造公司
- 金靚車高手汽車美容集團
- 香港設計學院台北分校
- 翔鳳食品
- 立可白專業洗衣店
- 育嬰坊婦幼百貨用品廣場
- 中格文化公司
- 環球英日語補習班
- 喬培義大利麵
- ageHa-Taipei
- 台灣旅遊聯盟 (信欣旅行社)
- 東昇光學儀器公司
- 金科國際遊輪旅行社
- 仙人掌旅行社

- 2009年

- 永福科電股份有限公司，以生產LUCKY幸福牌手提收錄音機與音響聞名

- 2012年

- 華爾街美語

- 2014年

- 鮮鮮文化事業有限公司

- 2016年

- 威爾斯美語
- 微爾科技tutor well (線上英語教學)
- 學承電腦

- 2019

- 時尚美人購物網
- ANL艾爾歐語
- 欣見實業有限公司
- 覺醒藝術

- 2020年

- 輕適能健身中心
- 尚囍珠寶

## 香港的案例
- 2012年

- JigoCity Hong Kong

## 參照
1. ↑  聯福紡織惡性倒閉--個案(一)
2. ↑  喜洋洋旅行社 驚傳老闆捲款逃 的存檔，存档日期2007-09-29.
3. ↑  辰欣旅行社倒閉 近半刷卡旅客未獲理賠
4. ↑  .   [2007-08-27]. （原始内容存档于2007-08-27）.
5. ↑  .   [2007-08-27]. （原始内容存档于2016-08-22）.
6. ↑  亞力山大財務危機 宣告全台停業 的存檔，存档日期2008-05-09.
7. ↑  .   [2008-10-08]. （原始内容存档于2008-03-20）.
8. ↑  .   [2008-10-08]. （原始内容存档于2008-03-04）.
9. ↑  .   [2008-10-08]. （原始内容存档于2008-06-22）.
10. ↑  香港設計學院台北分校惡性倒閉！總監捲款潛逃　2百學員受害
11. ↑  最大水餃代工廠 翔鳳傳跳票倒閉 的存檔，存档日期2008-08-01.
12. ↑  [http://1-apple.com.tw/index.cfm?Fuseaction=Article&sec_id=2&NewsType=1&showdate=20080801&IssueID=20080801&art_id=30809270&SubSec=6 10元洗衣 「立可白」突倒閉
黑心吸金害400人]
13. ↑  育嬰坊突倒閉捲款2千萬 歇業前竟辦促銷數百人受害
14. ↑  中國兒童週刊 疑惡性倒閉
15. ↑  桃一家英日語補習班無預警惡性倒閉
16. ↑  連鎖餐廳傳惡性倒閉 數百人受害 的存檔，存档日期2009-04-15.
17. ↑  .   [2008-10-08]. （原始内容存档于2008-09-22）.
18. ↑  知名訂房網台灣旅遊聯盟倒閉 4166人受害
19. ↑  .   [2008-10-08]. （原始内容存档于2008-10-02）.
20. 1 2  金科、仙人掌2旅行社 惡性倒閉 的存檔，存档日期2008-10-08.
21. ↑  . nownews. 2009-01-24  [2009-01-25]. （原始内容存档于2009-07-10）.
22. ↑  . 自由時報. 2012-08-08  [2012-08-08].[永久]
23. ↑  . 蘋果日報. 2014-05-22  [2020-09-23]. （原始内容存档于2021-09-17）.
24. ↑  謝幸恩、新北. . 中國時報. 2015-10-21  [2020-09-23].
25. ↑  . 蘋果日報. 2020-09-11.
26. ↑  團購公司突倒閉 優惠代幣變廢紙 （页面存档备份，存于），文匯報，2012-03-30

## 外部連結
- 公司欠薪、惡性倒閉…薪水該怎麼辦？勞保局：別忘了雇主每月提撥的「墊償基金」-財富線上-政府補助-商周財富網 （页面存档备份，存于）